# Homosexualität in der Republik Kongo

Geografische Lage der Republik Kongo

Homosexualität ist in der Republik Kongo zwar legal, wird aber in weiten Teilen der Gesellschaft tabuisiert.

## Legalität
Homosexuelle Handlungen sind in der Republik Kongo legal. Es existiert kein Antidiskriminierungsgesetz in der Republik Kongo. In der Verfassung der Republik Kongo ist der Schutz der sexuellen Orientierung nicht aufgenommen.

## Anerkennung homosexueller Paare
Eine staatliche Anerkennung von gleichgeschlechtlichen Paaren besteht weder in der Form der Gleichgeschlechtlichen Ehe noch in einer Eingetragenen Partnerschaft.